# باکوناو

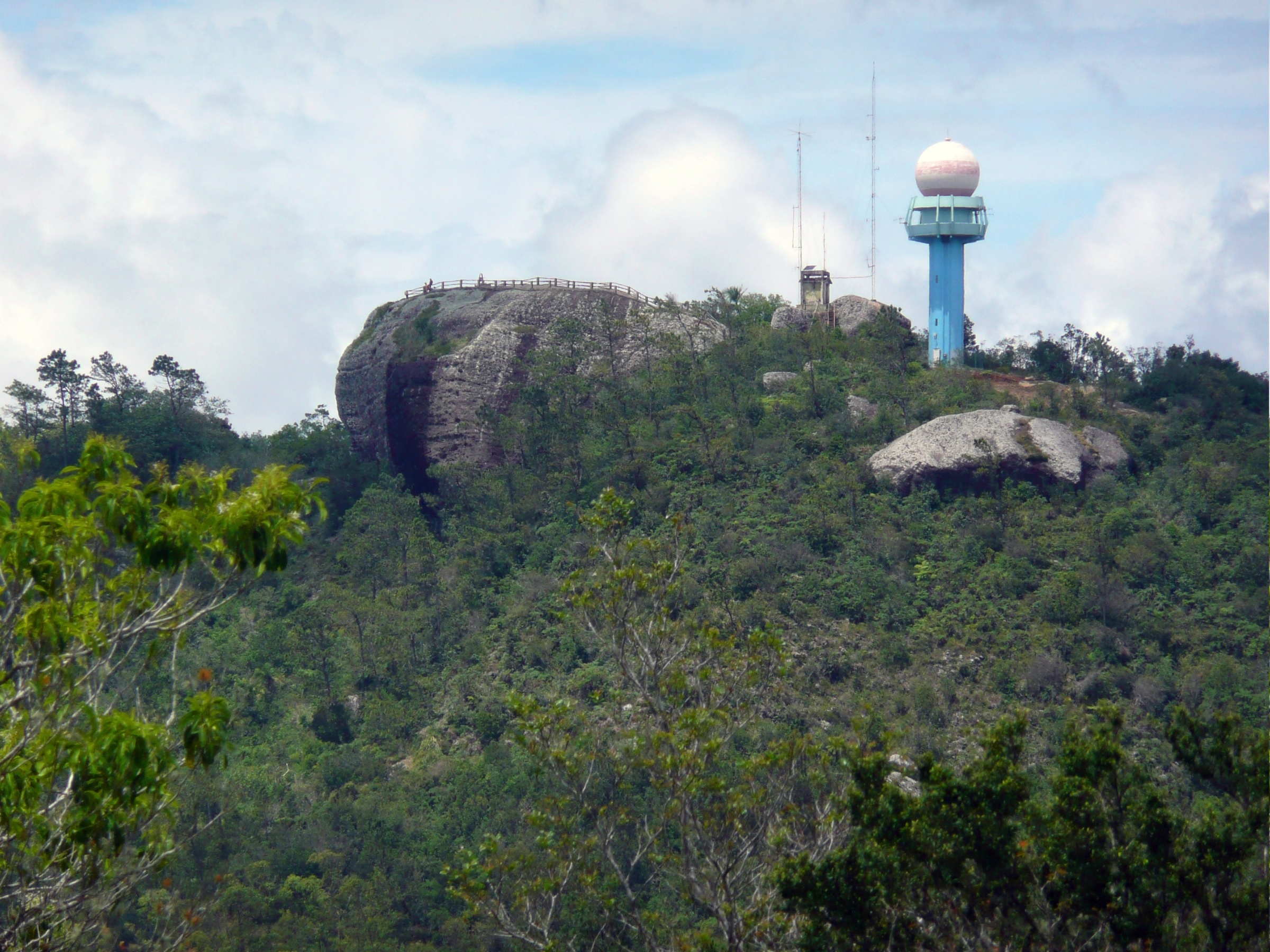
باکوناو

باکوناو (به اسپانیایی: Baconao) یک منطقه حفاظت‌شده در کوبا است که در استان گوانتانامو واقع شده‌است.